# Близнец (вулкан)
Вулкан Близнец  — стратовулкан, находящийся в Центральной Камчатке.
Данный вулкан относится к Калгаучскому вулканическому району Срединного вулканического пояса. Вулкан располагается в северной части района, в истоках правых притоков реки Калгауч. Абсолютная высота — 1244 м. В плане вулканическое сооружение имеет форму близкую к эллипсу с осями 6 × 4 км, площадь — 20 км².
Состав продуктов извержений вулкана представлен базальтами.